# Didi Gregorius
Mariekson Julius Gregorius, surnommé Didi Gregorius (né le 18 février 1990 à Amsterdam, Pays-Bas) est un joueur de baseball néerlandais. Il évolue au poste d'arrêt-court pour les Phillies de Philadelphie en Ligue majeure de baseball.

## Carrière

### Red de Cincinnati
Didi Gregorius signe son premier contrat professionnel en 2007 avec les Reds de Cincinnati. Il débute aux États-Unis dans les ligues mineures en 2008. Il s'aligne avec le club de Canberra dans la Ligue australienne de baseball pendant la saison 2010-2011 et remporte un Gant doré pour son excellence en défensive à la position d'arrêt-court.
Gregorius fait ses débuts dans le baseball majeur avec les Reds de Cincinnati le 5 septembre 2012. Il réussit son premier coup sûr pour les Reds le 9 septembre aux dépens du lanceur Wesley Wright des Astros de Houston. Il est le premier athlète né aux Pays-Bas à jouer pour les Reds. Gregorius frappe 6 coups sûrs en 20 pour une moyenne au bâton de ,300 en 8 matchs avec Cincinnati, et récolte deux points produits.

### Diamondbacks de l'Arizona

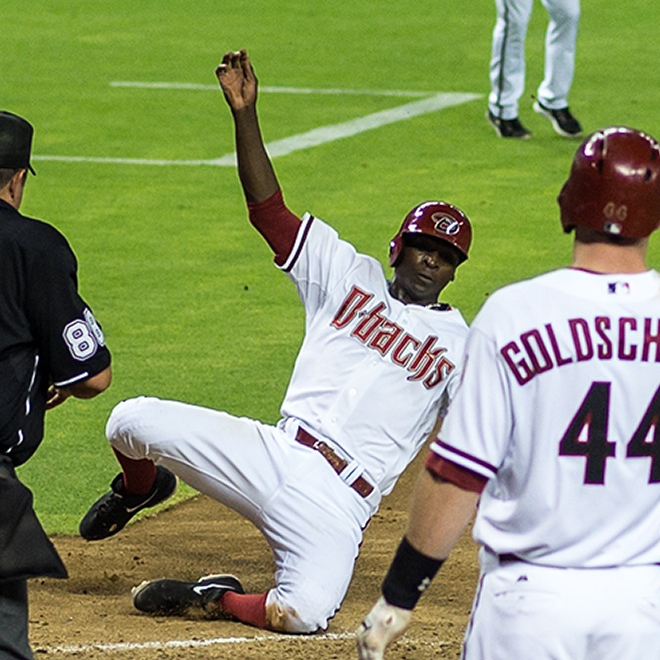
Didi Gregorius glisse au marbre pour les Diamondbacks en 2013.

Le 11 novembre 2012, Gregorius passe des Reds aux Diamondbacks de l'Arizona dans une transaction à trois équipes incluant aussi les Indians de Cleveland et un total de neuf joueurs. Il est d'abord échangé aux Indians de Cleveland avec Drew Stubbs contre Shin-Soo Choo et Jason Donald, puis refilé aux Diamondbacks avec Lars Anderson et Tony Sipp contre Trevor Bauer, Matt Albers et Bryan Shaw.
À sa première saison complète dans les majeures en 2013, Gregorius maintient une moyenne au bâton de ,252 en 103 matchs des Diamondbacks. Il marque 47 points et frappe 7 circuits, dont son premier dans les majeures, réussi à son premier passage au bâton chez les Diamondbacks, contre la lanceur Phil Hughes des Yankees de New York le 18 avril.

### Yankees de New York

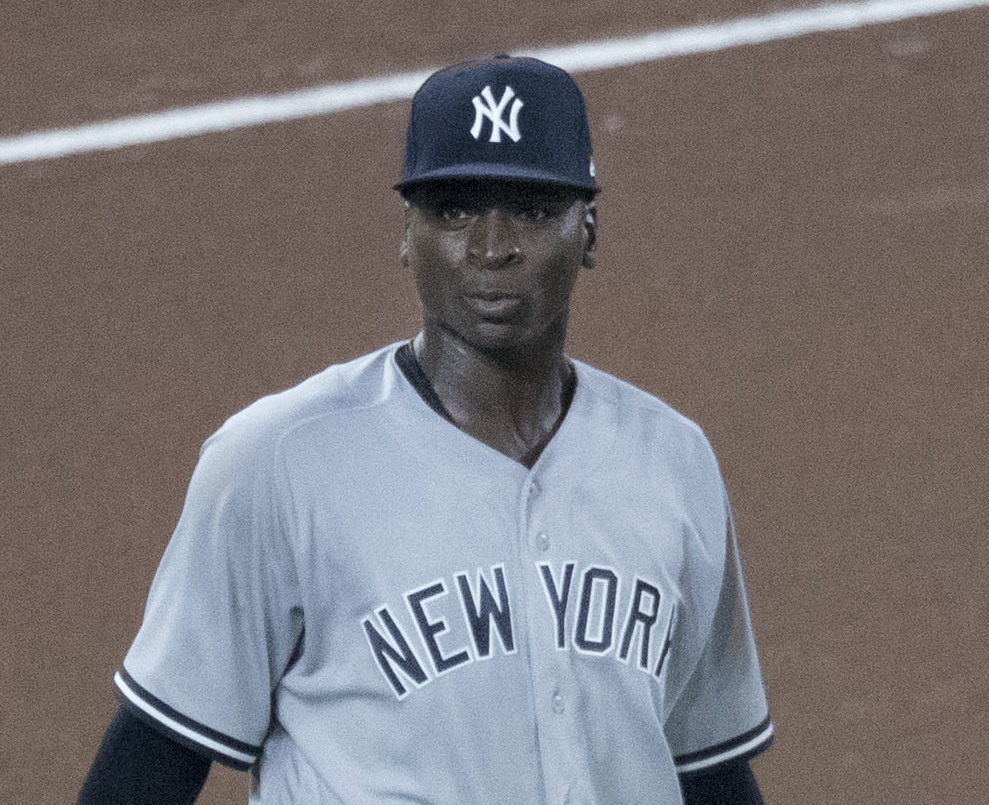
Gregorius en 2017 avec les Yankees.

Après la saison 2014, les Yankees de New York sont laissés sans joueur d'arrêt-court à la suite de la retraite de leur vedette Derek Jeter. Le 5 décembre 2014, ils obtiennent donc Didi Gregorius des Diamondbacks dans un échange à trois clubs impliquant aussi les Tigers de Détroit. Ces derniers envoient le lanceur gaucher Robbie Ray et le joueur de champ intérieur des ligues mineures Domingo Leyba aux Diamondbacks et reçoivent des Yankees le lanceur droitier Shane Greene.
En 2016, Gregorius frappe 20 coups de circuit pour New York. En 2017, il en réussit 25 pour établir le nouveau record de circuits en une saison par un joueur d'arrêt-court des Yankees, dépassant la précédente marque de 24 par Derek Jeter en 1999.
Le 11 octobre 2017, Gregorius frappe deux circuits, le premier bon pour un point et le second pour deux points, dans le 5e match de Série de divisions où les Yankees éliminent les Indians de Cleveland.